# Die unterbrochene Musikstunde
Die unterbrochene Musikstunde ist ein Ölgemälde von Jan Vermeer. Das 38,7 Zentimeter hohe und 43,9 Zentimeter breite Bild entstand 1660/1661 und zeigt ein Motiv der Genremalerei mit der einen Liebesbrief lesenden Frau und dem hinter ihr stehenden Mann. Das Werk hängt heute in der Frick Collection in New York.

## Bildbeschreibung
Die unterbrochene Musikstunde ist eine Genreszene, die zwei Figuren zeigt. Die sitzende, mit einer roten Jacke und einem weißen Kopftuch bekleidete junge Frau hat die Laute und die Noten auf dem Tisch abgelegt und sich einem Brief zugewandt. Dieser wurde ihr gerade von dem Mann, der hinter ihr steht, überreicht, was zusammen mit ihrem unsicheren aus dem Bild heraus gewandten Blick darauf hindeutet, dass es sich um einen Liebesbrief handelt. Die Erotik wird im Bild nur indirekt mit dem Bild an der Rückwand angedeutet, das eine Cupido-Darstellung zeigt. Diese taucht in Vermeers Werken mehrmals als Bild im Bild auf.

## Provenienz
Henry Clay Frick erwarb 1901 das Gemälde Die unterbrochene Musikstunde für 26.000 US-Dollar von seinem Kunsthändler Charles Carstairs von Knoedler & Company. Der Grund für den Kauf ist nicht bekannt. Möglich ist der Einfluss des allgemein steigenden Interesses an der Kunst Jan Vermeers in Europa und Amerika. Der gezahlte Preis lag im Vergleich zu anderen Käufen von Vermeers recht hoch. Die unterbrochene Musikstunde war das vierte Gemälde von Jan Vermeer, das somit seinen Weg in die Vereinigten Staaten fand.
Vor dem Kauf befand sich das Gemälde in einer britischen Privatsammlung und wurde, als sich die Transaktion anbahnte, gereinigt. Dabei entfernte der Restaurator einen violetten Vorhang an der Rückwand, der in einem Auktionskatalog von 1810 beschrieben wird, weil er diesen Vorhang für eine spätere Ergänzung hielt. Den Vogelkäfig am linken Bildrand, dessen ursprüngliches Vorhandensein ebenfalls angezweifelt wird, ließ er aber intakt. Die unterbrochene Musikstunde wird in der Frick Collection in New York ausgestellt.